# Zbiór ograniczony
Zbiór ograniczony – termin używany na określenie zbiorów w pewnym sensie małych. Dokładna definicja tego pojęcia zależy od kontekstu w którym jest ono wprowadzane.
Np. na prostej rzeczywistej ograniczone są przedziały liczbowe, które zadane są przez liczby skończone, np. {\displaystyle \langle -10,3),} {\displaystyle (-10,3\rangle } lub {\displaystyle \langle -10,3\rangle .} Nieograniczone zaś są np. {\displaystyle (-\infty ,3\rangle ,} {\displaystyle \langle -10,+\infty )} i cała prosta.

## Porządki częściowe
Niech {\displaystyle (X,\sqsubseteq )} będzie zbiorem częściowo uporządkowanym. Przypuśćmy też, że {\displaystyle A\subseteq X} i {\displaystyle s\in X.} Powiemy, że
- element {\displaystyle s} jest ograniczeniem górnym zbioru {\displaystyle A} jeśli {\displaystyle (\forall a\in A)(a\sqsubseteq s),}
- element {\displaystyle s} jest ograniczeniem dolnym zbioru {\displaystyle A} jeśli {\displaystyle (\forall a\in A)(s\sqsubseteq a)}[1].

Każdy element zbioru {\displaystyle X} jest zarówno ograniczeniem dolnym, jak i ograniczeniem górnym zbioru pustego.
Jeśli istnieje ograniczenie górne dla zbioru {\displaystyle A,} to mówimy iż zbiór ten jest ograniczony z góry, a jeśli istnieje ograniczenie dolne, to powiemy, że zbiór jest ograniczony z dołu.
Zbiory ograniczone to zbiory które mają obydwa ograniczenia, dolne i górne. Tak więc podzbiór zbioru częściowo uporządkowanego jest ograniczony wtedy i tylko wtedy, gdy jest on zawarty w pewnym przedziale.
W szczególności, podzbiór {\displaystyle A} zbioru liczb rzeczywistych nazwiemy ograniczonym z góry (z dołu), jeżeli istnieje liczba większa (mniejsza) od wszystkich liczb tego zbioru, a jest ograniczony wtedy i tylko wtedy, gdy jest zawarty w pewnym skończonym przedziale.

## Przestrzenie metryczne

Ograniczony podzbiór płaszczyzny (u góry) oraz jej nieograniczony podzbiór (na dole)

Niech {\displaystyle (X,d)} będzie przestrzenią metryczną. Podzbiór {\displaystyle A} przestrzeni {\displaystyle X} nazywany jest zbiorem ograniczonym (w {\displaystyle X}), jeżeli jest on zawarty w pewnej kuli. Równoważnie, jeżeli
{\displaystyle \sup\{d(x,y)\colon x,y\in A\}<\infty .}

## Przestrzenie liniowo-topologiczne
Niech {\displaystyle X} będzie przestrzenią liniowo-topologiczną. Powiemy, że zbiór {\displaystyle A\subseteq X} jest ograniczony w {\displaystyle X,} gdy dla każdego otoczenia zera {\displaystyle U\subseteq X} istnieje {\displaystyle \alpha \in (0,\infty ),} że {\displaystyle A\subseteq \alpha U=\{\alpha u\colon u\in U\}.}
Można wykazać, że jeśli {\displaystyle X} jest jednocześnie przestrzenią metryczną, to definicja ta jest równoważna definicji zbioru ograniczonego w sensie przestrzeni metrycznych.